# Un canard dans le moteur
Un canard dans le moteur (Boobs in the Woods) est un cartoon, réalisé par Robert McKimson et sorti en 1950, qui met en scène Porky Pig et Daffy Duck.